# 10127 Fröjel
10127 Fröjel è un asteroide della fascia principale. Scoperto nel 1993, presenta un'orbita caratterizzata da un semiasse maggiore pari a 2,2090211 UA e da un'eccentricità di 0,1320227, inclinata di 4,31907° rispetto all'eclittica.
L'asteroide è dedicato all'omonima località dell'isola di Gotland dove è stata rinvenuta un'imbarcazione in pietra risalente all'età del bronzo.